# Pieczenia
Pieczenia – uroczysko-dawna miejscowość, opuszczona wieś w Polsce, położona w województwie kujawsko-pomorskim, w powiecie toruńskim, w gminie Wielka Nieszawka.
Miejscowość leżała na terenie obecnego toruńskiego poligonu artyleryjskiego.
W latach 1975–1998 miejscowość administracyjnie należała do województwa toruńskiego.
W roku 1930 wieś zamieszkiwało 455 mieszkańców, a ostatnim jej sołtysem był Julian Gołaszewski.